# Вілбур Вейр
Ві́лбур Вейр (англ. Wilbur Ware), повне ім'я Ві́лбур Бе́рнард Вейр (англ. Wilbur Bernard Ware; 8 вересня 1923, Чикаго, Іллінойс — 9 вересня 1979, Філадельфія, Пенсільванія) — американський джазовий контрабасист.

## Біографія
Народився 8 вересня 1923 року в Чикаго, штат Іллінойс.
Вчився грати на банджо, контрабасі; професійно дебютував зі Стаффом Смітом; записувався з Сан Ра на початку 1950-х. Записувався з Джонні Гріффіном; грав з Телоніусом Монком усередині 1950-х. Оселившись в Нью-Йорку, працював з Артом Блейкі (1956); також з Бадді ДеФранко; знову приєднався до Монка (1957—58). Як штатний контрабасист на лейблі Riverside, здійснив низку записів з іншими музикантами та з власним гуртом наприкінці 1950-х і на початку 1960-х. У 1957 році записав свій єдиний альбом в якості соліста, The Chicago Sound, за участі його чиказьких колег Гріффіна і Джуніора Менса.
Повернувся до Чикаго (1963); декілька років майже не займався музикою через проблеми зі здоров'ям (причиною чого, ймовірно, була наркотична залежність); іноді працював з Арчі Шеппом і Сан Ра у 1970-х. У підсумку переїхав до Філадельфії, де і помер 9 вересня 1979 року у віці 56 років.

## Дискографія
- The Chicago Sound (Riverside, 1957)